# Xanthoconium
Genre
Xanthoconium est un genre de champignons de la famille des Boletaceae. Ce genre a une distribution cosmopolite.
Le concept de Xanthoconium n'est pas encore confirmé par la phylogénétique.
La morphologie de l'hyménophore (chapeau) ressemble au genre Boletus ainsi que le stipe réticulé, mais il présente plutôt le stipe allongé du genre Leccinum.

## Liste des espèces
Selon MycoBank (3 février 2023) :
- Xanthoconium affine (Peck) Singer, 1944 - Ohio
- Xanthoconium chattoogaense Wolfe, 1987
- Xanthoconium fusciceps N.K. Zeng, Zhi Q. Liang & S. Jiang, 2017
- Xanthoconium montaltoense Wolfe, 1987
- Xanthoconium montanum Wolfe, 1987
- Xanthoconium porophyllum G. Wu & Zhu L. Yang, 2016
- Xanthoconium separans (Peck) Halling & Both, 1998 - Ohio
- Xanthoconium sinense G. Wu, Y.Y. Cui & Zhu L. Yang, 2016
- Xanthoconium stramineum (Murrill) Singer, 1944

## Galerie

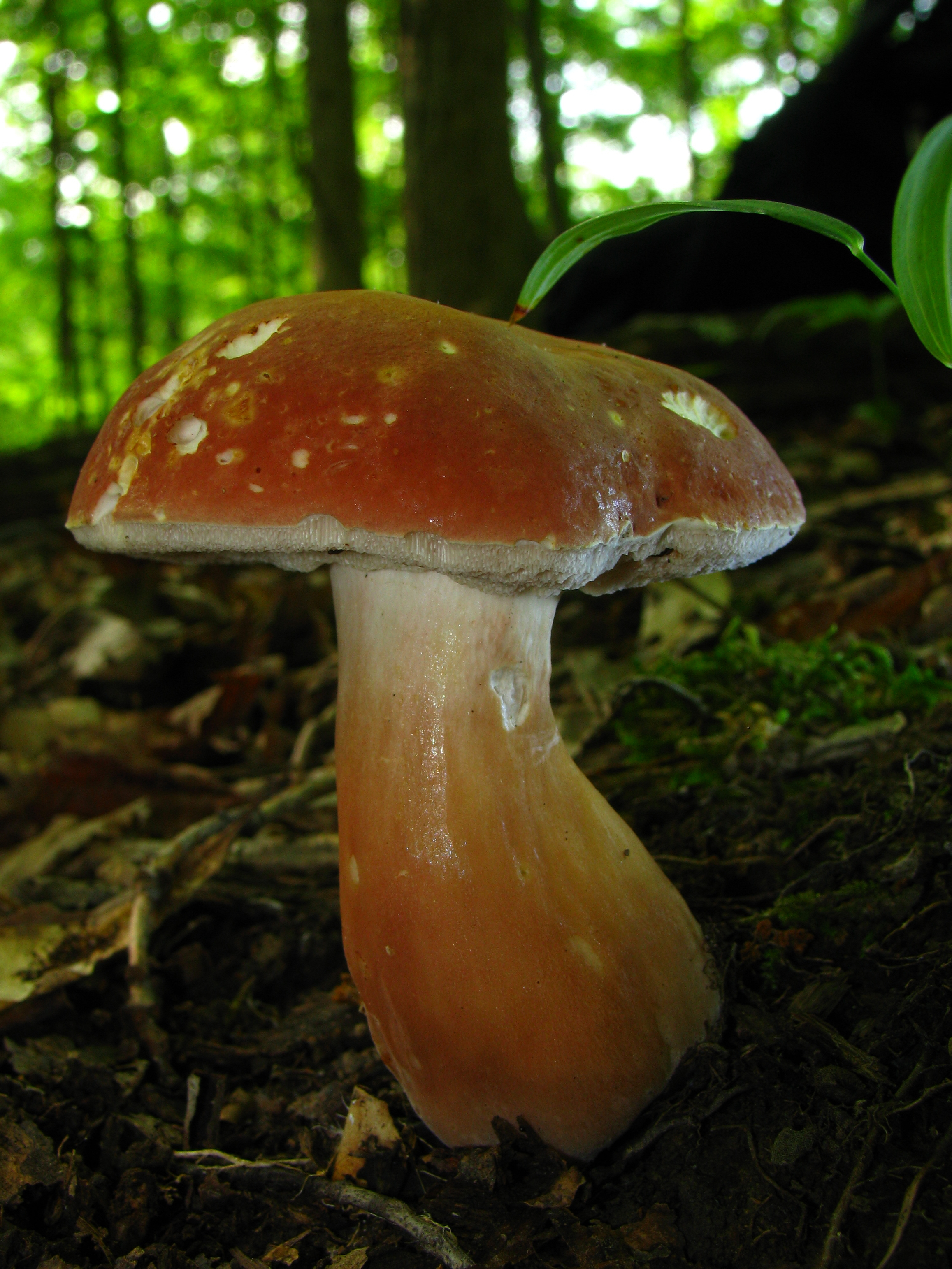
Xanthoconium affine, proche du genre Boletus par sa morphologie.
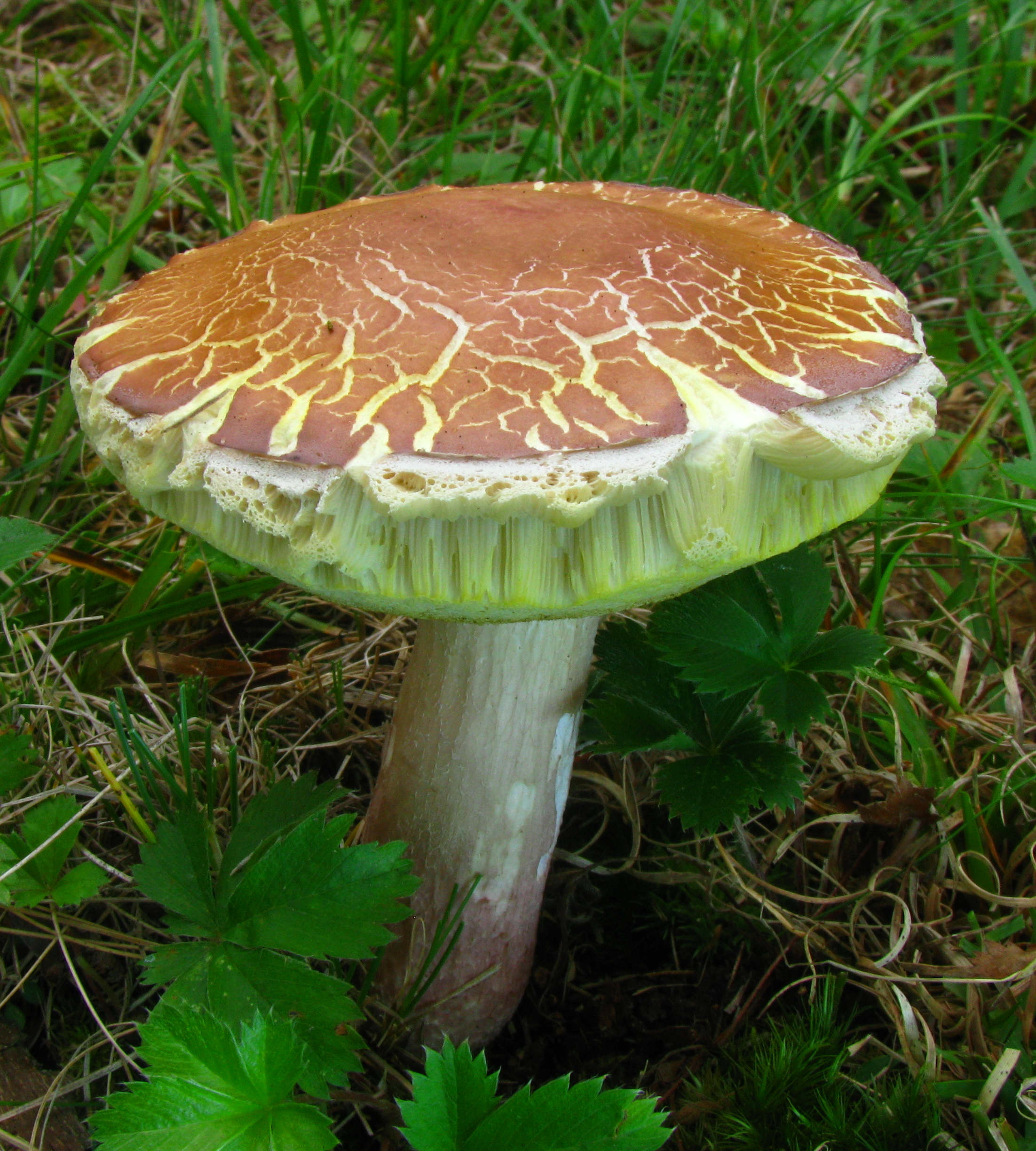
Xanthoconium separans.
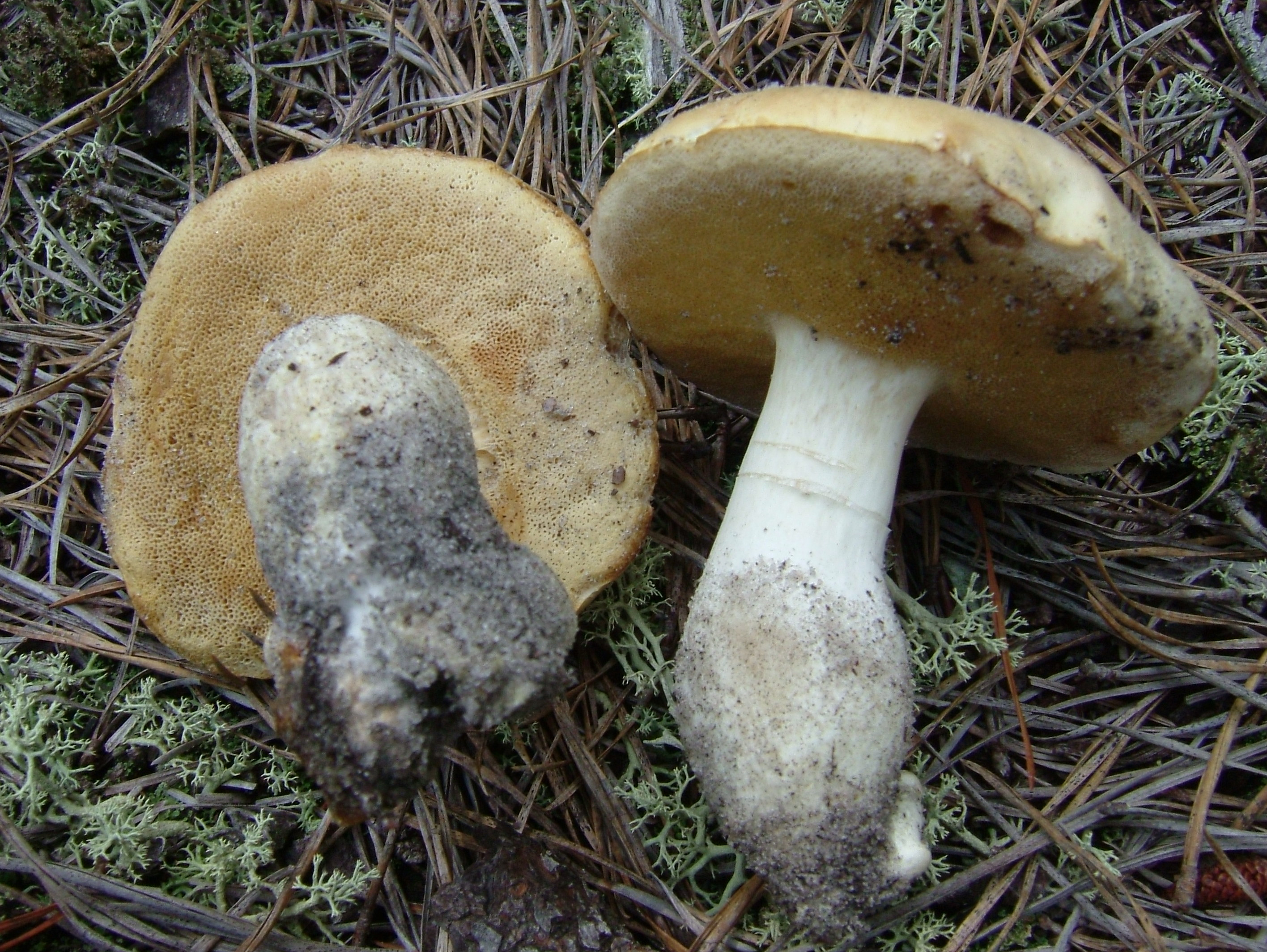
Xanthoconium stramineum.

## Systématique
Le nom correct complet (avec auteur) de ce taxon est Xanthoconium Singer, 1944.

## Publication originale
- Rolf Singer, « New genera of fungi. I », Mycologia, vol. 36,‎ 1944, p. 358-368 (ISSN 0027-5514)